# Stora Tallholmen, Sjundeå
Stora Tallholmen är en ö i Finland. Den ligger i Finska viken och i kommunen Sjundeå i den ekonomiska regionen  Helsingfors i landskapet Nyland, i den södra delen av landet. Ön ligger omkring 35 kilometer väster om Helsingfors.
Öns area är 2,7 hektar och dess största längd är 350 meter i sydväst-nordöstlig riktning.